# Norsjö socken
Norsjö socken i Västerbotten motsvarar området som sedan 1971 utgör Norsjö kommun och motsvarar från 2016 Norsjö distrikt.
Socknens areal är 1 929,90 kvadratkilometer, varav 1 747,70 land. År 2000 fanns här 4 541 invånare. Tätorten Bastuträsk samt tätorten och kyrkbyn Norsjö med sockenkyrkan Norsjö kyrka ligger i socknen. 

## Administrativ historik
Norsjö socken bildades 1811 som kapellag genom en utbrytning ur Skellefteå socken. 1834 blev Norsjö en egen församling och samtidigt utbröts Jörns socken ut ur denna socken som ett kapellag.
Vid kommunreformen 1862 överfördes ansvaret för de kyrkliga frågorna till Norsjö församling och för de borgerliga frågorna till Norsjö landskommun. Landskommunen ombildades 1971 till Norsjö kommun.
1 januari 2016 inrättades distriktet Norsjö, med samma omfattning som församlingen hade 1999/2000.
Socknen har tillhört fögderier, tingslag och domsagor enligt vad som beskrivs i artikeln Västerbotten. De indelta soldaterna tillhörde Västerbottens regemente.

## Geografi
Norsjö socken ligger nordväst om Skellefteå kring Norsjön och Malån med Skellefteälven i norr. Socknen är en myr- och sjörik småkuperad skogsbygd med höjder som i nordväst når 550 meter över havet. Här reser sig Hundberget, Brännberget, Storklinten och ett flertal andra berg. Tre kilometer nordväst om byn Åmliden ligger berget Åmliden som är landskapet Västerbottens högsta punkt med sina 551 meter över havet.

## Fornlämningar
Cirka 20 boplatser från stenåldern är funna och omkring 240 fångstgropar är påträffade.

## Namnet
Namnet (1539 Norsiö) kommer från kyrkbyn som fått sitt namn från läget vid Norsjön. Förleden i sjön är bäcknamnet Noret som i sin tur är bildat av nor 'smalt vattendrag som förenar två öppna vattenpartier'.

## Befolkningsutveckling
| Befolkningsutvecklingen i Norsjö socken 1820–1990                                                        | Befolkningsutvecklingen i Norsjö socken 1820–1990 | Befolkningsutvecklingen i Norsjö socken 1820–1990 | Befolkningsutvecklingen i Norsjö socken 1820–1990 | Befolkningsutvecklingen i Norsjö socken 1820–1990 |
| --- | ------------------------------------------------- | ------------------------------------------------- | ------------------------------------------------- | ------------------------------------------------- |
| |                                                   |                                                   |                                                   |                                                   |
| År |                                                   |                                                   | Folkmängd                                         |                                                   |
| 1820 | 1820                                              |                                                   | 543                                               |                                                   |
| 1830 | 1830                                              |                                                   | 756                                               |                                                   |
| 1840 | 1840                                              |                                                   | 1 302                                             |                                                   |
| 1850 | 1850                                              |                                                   | 1 718                                             |                                                   |
| 1860 | 1860                                              |                                                   | 2 117                                             |                                                   |
| 1870 | 1870                                              |                                                   | 2 516                                             |                                                   |
| 1880 | 1880                                              |                                                   | 3 268                                             |                                                   |
| 1890 | 1890                                              |                                                   | 4 113                                             |                                                   |
| 1900 | 1900                                              |                                                   | 4 930                                             |                                                   |
| 1910 | 1910                                              |                                                   | 5 717                                             |                                                   |
| 1920 | 1920                                              |                                                   | 6 517                                             |                                                   |
| 1930 | 1930                                              |                                                   | 6 846                                             |                                                   |
| 1940 | 1940                                              |                                                   | 7 187                                             |                                                   |
| 1950 | 1950                                              |                                                   | 7 457                                             |                                                   |
| 1960 | 1960                                              |                                                   | 7 627                                             |                                                   |
| 1970 | 1970                                              |                                                   | 6 230                                             |                                                   |
| 1980 | 1980                                              |                                                   | 5 719                                             |                                                   |
| 1990 | 1990                                              |                                                   | 5 371                                             |                                                   |
| Anm: Källor: Umeå universitet - Tabellverket 1749-1859, Demografiska databasen, CEDAR, Umeå universitet. |                                                   |                                                   |                                                   |                                                   |